# Simon (bier)
Simon is een Luxemburgs blond pilsbier. Het wordt gebrouwen sinds 1824 door Brasserie Simon te Wiltz.

## Variëteiten
- Simon Pils (4,8%)
- Simon Regal (5,5%)
- Simon Dinkel (4,5%)
- Simon Noël (7%)